# Cuneonemertes elongata
Cuneonemertes elongata är en djurart som tillhör fylumet slemmaskar, och som beskrevs av Ernest F. Coe 1954. Cuneonemertes elongata ingår i släktet Cuneonemertes och familjen Pelagonemertidae. Inga underarter finns listade i Catalogue of Life.